# Mare cadiu

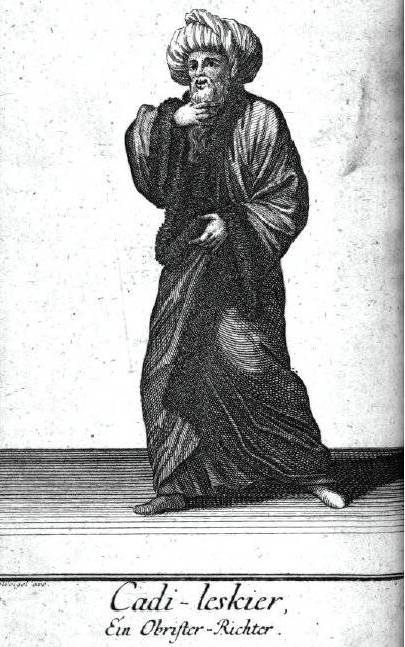
Mare cadiu

Mare cadiu (arabă:قاضي القضاة) este o poziție religioasă și laică islamică creată în timpul Califatului Abbasid condusă de Harun al-Rashid după ce a fost nevoie urgentă de separarea dintre judiciar și executiv.